# اوپن کمیستری
اوپن کمیستری (انگلیسی: Open Chemistry) نشریه ای علمی با دسترسی آزاد پیرامون شاخه های مختلف شیمی است که توسط دگرویتر از سال ۲۰۰۳ تاکنون منتشر می شود.